# Soccer Dog 2 : Championnat d'Europe
Pour plus de détails, voir Fiche technique et Distribution.
Soccer Dog 2 : Championnat d'Europe est un film américain réalisé par Sandy Tung, sorti en 2004 directement en vidéo. Il fait suite à Soccer Dog.

## Synopsis
Un chien s'échappe d'un laboratoire faisant des expériences sur des animaux et est recueilli par Zach, une jeune garçon américain. La mère de Zach vient de mourir et il part retrouver en Écosse son père qu'il n'a jamais vu. Celui-ci, Bryan MacGreggor, est l'entraîneur d'une équipe de football très médiocre. Tout va changer avec l'arrivée de Zach et de son chien.

## Fiche technique
- Réalisation : Sandy Tung
- Scénario : John E. Deaver
- Photographie : Duane Manwiller
- Montage : Christopher L. Wong
- Musique : Steve Porcaro et Joseph Williams
- Société de production : John Brister Productions
- Pays d'origine :  États-Unis
- Langue originale : anglais
- Genre : comédie
- Durée : 88 minutes

## Distribution
- Nick Moran : Bryan MacGreggor
- Jake Thomas : Zach Connolly
- Lori Heuring : Veronica Matthews
- Scott Cleverdon : Alex Foote
- Orson Bean : Milton Gallagher
- Darren Reiher : William Wallace
- Frank Simons : Dr Oddlike
- Jack McGee : Knox
- Jeremy Howard : Dickie
- John Kassir : Quint
- Steve Monroe : Randy McSorley
- Sarah Rafferty : Cora Stone
- Carlos Alazraqui : Blair